# Dominique Baudoux
Dominique Baudoux né le 19 janvier 1957 est un pharmacien aromatologue belge, auteur de livres à succès sur l'aromathérapie et l'utilisation des huiles essentielles.

## Biographie
Au début des années 1990, à la suite de sa rencontre avec l'aromatologue Pierre Franchomme et ses recherches en aromathérapie scientifique, Dominique Baudoux prend la direction du laboratoire Pranarôm et propose des formations en aromathérapie à ses pairs pharmaciens. Ses formations et conférences rencontrent un succès rapide et croissant auprès des professionnels de la santé, ce qui l'encourage à écrire un premier livre sur l'utilisation des huiles essentielles.
Au fil de sa carrière, Dominique Baudoux siège dans plusieurs organismes de recherche sur l'action des huiles essentielles sur la santé et notamment le Centre Européen de Recherche en Énergie (CEDRE), qui fédère des professionnels de la médecine alternative, ainsi que l'institut de recherche N.A.R.D. (Natural Aromatherapy Research and Development). Dans le cadre de ses activités de recherche, Dominique Baudoux publiera en 2007 l'étude scientifique « Genotoxicity and antigenotoxicity of some essential oils evaluated by wing spot test of Drosophila melanogaster » dans la revue Mutation Research (en) parue chez Elsevier.
À partir des années 2000, le laboratoire de Dominique Baudoux, Pranarôm, connaît une croissance plus forte et est couronné par des prix à l'exportation. Dominique Baudoux devient un manager à temps plein et un conférencier qui voyage beaucoup, notamment au Japon et à Madagascar, pour le développement de ses activités en lien avec les plantes aromatiques. Il donne également régulièrement des conseils thérapeutiques dans la presse.
En 2010, il fonde le Collège International d'Aromathérapie Dominique Baudoux, qui enseigne l'aromathérapie scientifique aux professionnels de la santé et au grand public en Belgique, en France, en Espagne et au Japon,. Il y enseigne toujours.

## Publications
- L'Aromathérapie, se soigner par les huiles essentielles éd. Amyris, 1996. Guide pratique[6]
- Guide pratique d'Aromathérapie familiale et scientifique par Dominique Baudoux, éd. Inspir
- Les Cahiers Pratiques d'Aromathérapie selon l'École Française : vol.1 Pédiatrie, éd. Inspir, 1998. Guide pratique.
- Les Cahiers Pratiques d'Aromathérapie selon l'École Française : vol.2 Dermatologie, éd. Inspir, 1998. Guide pratique.
- Les Cahiers Pratiques d'Aromathérapie selon l'École Française : vol.3 Pédiatrie, éd. Inspir, 1999. Guide pratique.
- Les Cahiers Pratiques d'Aromathérapie selon l'École Française : vol.5 Grossesse, éd. Inspir, 2000. Guide pratique.
- Les Cahiers Pratiques d'Aromathérapie selon l'École Française : vol.6 Réflexologie, éd. Inspir. Guide pratique.
- Pour une Cosmétique Intelligente, éd. Amyris, 2010. Guide pratique.
- Les Bobos des Bambins de Baudoux, éd. Amyris, 2013.
- L'Huile Essentielle à tous les Etages, éd. Solifor. 2013.
- Essences de Femmes, éd. Solifor. 2013.
- Aromathérapie, Biochimie des molécules, Propriétés pharmacologiques, Indications thérapeutiques, éd. Dunod, 2017